# Јелисавета Чајкина
Јелисавета Ивановна Чајкина (рус. Елизаве́та Ива́новна Ча́йкина; Пеновски рејон, 28. август 1918 — Пено, Калињинска област, 23. новембар 1941), совјетска партизанка, учесница Великог отаџбинског рата и Херој Совјетског Савеза.

## Биографија
Рођена је 28. августа 1918. године у селу Руно у Пеновском рејону у Тверској области. Завршила је основну и средњу школу и након тога је радила у библиотеци једног колхоза. Године 1937. је постала члан Свесавезног лењинског комунистичког савеза омладине (Комсомол) и била члан Рејонског комитета Комсомола у Пену. Од 1938. до 1939. године је била дописник листа „Лењински ударник” и руководилац одељења за диструбуцију штампе у пеновској канцеларији за штампу.
Године 1939. је постала члан Свесавезне комунистичке партије (бољшевика) и била је изабрана за секретара Рејонског комитета Комсомола у Пену. На овој дужности је дочекала почетак Великог отаџбинског рата, јуна 1941. године. Након окупације Калињинске области, октобра 1941. године као секретар Рејонског Комсомола придружила се совјетским партизанима и била борац Пеновског партизанског одреда. Поред тога илегално је политички деловала и окупљала омладину и комсомолце за пружање отпора непријатељу.
Као способан илегалац, била је од стране руководства партизанског одреда послата у Пено да би утврдила јачину немачког гарнизона. На путу за Пено, 22. новембра 1941. године свратила је до једне фарме где је живела њена другарица. Приликом доласка на фарму била је примећена од неких људи, који су је издали Немцима. Они су је потом ухапсили и одвели у Пено. Ту је била мучена како би одала друге партизанске сараднике и где се крије партизански одред. Пошто ништа није хтела да каже непријатељу стрељана је сутрадан 23. новембра 1941. године.
Указом Президијума Врховног совјета СССР-а од 6. марта 1942. године постхумно је проглашена за хероја Совјетског Савеза и аутоматски одликована Орденом Лењина. Јелисавета Чајкина је страдала свега два дана након чувене совјетске партизанке Зоје Космодемјанске и пола месеца после ње је проглашена за хероја. Чајкина је била пета жена херој Совјетског Савеза и друга, после Зоје, која је одликована за заслуге у Великом отаџбинском рату.